# Aleuroparadoxus
Aleuroparadoxus es un género de insectos hemípteros de la familia Aleyrodidae, subfamilia Aleyrodinae. El género fue descrito primero por Quaintance & Baker en 1914. La especie tipo es Aleuroparadoxus iridescens.

## Especies
La siguiente es la lista de especies pertenecientes a este género.
- Aleuroparadoxus arctostaphyli Russell, 1947
- Aleuroparadoxus chomeliae Russell, 1947
- Aleuroparadoxus gardeniae Russell, 1947
- Aleuroparadoxus ilicicola Russell, 1947
- Aleuroparadoxus iridescens (Bemis, 1904)
- Aleuroparadoxus punctatus Quaintance & Baker, 1917
- Aleuroparadoxus rhodae Russell, 1947
- Aleuroparadoxus sapotae Russell, 1947
- Aleuroparadoxus trinidadensis Russell, 1947
- Aleuroparadoxus truncatus Russell, 1947